# Joey Parás
Joseph Parás y Estrada (Manila, 7 de febrero de 1978 - 29 de octubre de 2023), popularmente conocido como Joey Parás, fue un actor de cine y teatro, cantante, escritor, productor y conductor de televisión filipino nacido en Manila, además es el actor principal de la obra teatral "Bawal Tumawid, Nakakamatay", que fue seleccionada y producida por la séptima edición de Virgin Labfest (VLF). Su ascenso a la fama comenzó tras participar en una escena de una película titulada "Last Supper Number 3" o "La Última Cena Número 3", en la que recibió el Premio MTRCB, como mejor género de comedia en 2010 y el Premio Cinemalaya en 2009, como la mejor película. En 2013, trabajó en otra película titulada "Bekikang: Ang Nanay Kong Beki", junto a Tom Rodríguez.

## Biografía
Se graduó en la carrera de comunicación social en la Universidad de Santo Tomás. Antes de convertirse en actor, en Indonesia fue vocalista principal de una banda musical. Trabajó allí durante varios años hasta que la banda donde el formaba parte se disolvió.
Fundó el grupo de Teatro llamado "Expedición de Filipinas", que es una organización dirigidos a niños y jóvenes de escasos recursos, con el objetivo de ayudar en realizar sus sueños de ser actores.

## Carrera
Debutó como actor en dos series televisivas como "Maging Sino Ka Man" en el 2009 y "Dahil May Isang Ikaw" en 2010, ambas producidas y difundidas por la red televisiva de ABS-CBN. Más adelante participó en otras series televisivas producidas y difundidas por la red "GMA Network", como en "Ikaw Sana" y "Dahil May Isang Ikaw", ambas en 2010. También condujo un programa de televisión junto con Ai-Ai de las Alas y Marian Rivera, llamado "Sunday PinaSaya", que fue transmitida por la red "GMA Network".

## Filmografía

### Televisión
- Princess In The Palace (2015)
- Vampire Ang Daddy Ko (2015)
- Sunday PINASaya (2015) como Host / Phoebe.
- FlordeLiza (2015) como Rona.
- Sabado Badoo (2015) como himself cameo footage featured.
- Wansapanataym
  - Petrang Paminta (2013) como Lana.
- Kahit Puso'y Masugatan (2012) como Bryan.
- Hindi Ka Na Mag-iisa (2012) como Mimi.
- Daldalita(2011) como Chichi.
- Sinner or Saint (2011) como Gerdo "Gigi" Manalo.
- I Heart you Pare (2011) como Serbeza.
- Maalaala Mo Kaya
  - Internet Shop (2011) como Bading.
  - Bola (2009) como Budi.
- The Last Prince (2010) como Salim.
- Destined Hearts (2009)
- Dahil May Isang Ikaw (2009) as Manolo Meloto.
- Ikaw Sana (2009) como Afi.
- Obra
  - Rowena Joy (2009)
- Maging Sino Ka Man (2006) como Sionny.

### Películas
- Wang Fam (VIVA Films, 2015)
- Moron 5.2:The Transformation (VIVA Films, 2014) como Congressman.
- Maria Leonora Teresa (2014) como Augusto.
- Bekikang: Ang Nanay Kong Beki (VIVA Films, 2013) como Bekikang.
- Momzillas (VIVA Films & Star Cinema, 2013) como Tito.
- The Spider's Lair (2013) como Marney.
- Dance of the Steel Bars (GMA Films, 2013) como Allona.
- Bromance: My Brother's Romance (2013) como Beergin.
- Sisterakas (VIVA Films & Star Cinema, 2012) como Bonbon.
- Bwakaw (Star Cinema, 2012) como Tracy.
- Bahay Bata (2011) como Don.
- White House (Regal Entertainment, 2010) como Jerry.
- I Do (2010) como Clerk.
- Working Girls (VIVA Films & GMA Films, 2010) - Joey Paras 1st VIVA Films Movie.
- Last Supper No. 3 (2009) como Wilson Nañawa.

### Teatro
- Zsazsa Zaturnah Ze Muzikal
- Ang Ulo ni Pancho Villa
- ILUSTRADO: Ang Buhay ni Rizal
- Noli Me Tangere
- El Filibusterismo
- Ulilang Tahanan
- Prinsipe ng Buwan
- Ang Bayot, Ang Meranao at ang Habal-Habal sa isang Nakakabagot na Paghihintay sa Kanto ng Lanao del Norte.
- Electle Dysfunction
- Ang Saranggola ni Pepe
- The Little Prince
- Virgin Labfest
  - Bawal Tumawid, Nakamamatay

### Como escritor y director
- Wala na Bang Ibang Title?
- Si Nora, Si Vilma, at si Ako
- Kababalaghan sa Engkanahan
- Ang Prinsesang may Gintong Ngipin
- Yvonne, ang Batang Ibon
- Kontang, Ang Batang Aswang
- Beauty and the Beast
- Princess Sara, Ang Munting Prinsesa
- Isang Musical-Novella
- Pepe

## Fallecimiento
Falleció el 29 de octubre de 2023 a los 45 años de edad.